# Murano
Otok Murano [muràno]), je otok v Beneški laguni v Jadranskem morju. Upravno spada pod italijansko deželo Benečija (metropolitansko mesto Benetke).
Kakor ostali večji otoki v laguni, je Murano dejansko skupina več manjših otokov. V tem primeru jih je sedem, od katerih dva umetna, ki so povezani z več mostovi preko vmesnih kanalov. Površina je popolnoma poseljena, kar postavlja Murano med najgosteje naseljene kraje v laguni.
Med zgradbami izstopa več starinskih palač še iz dobe Beneške republike, na primer palača Giustinian, v kateri ima sedež Steklarski muzej, in občinska palača. V osemnajstem stoletju je bilo na otoku vsega osemnajst cerkva, a po Napoleonovem ukazu jih je bila večina porušena in so ostale do danes le tri, med katerimi bazilika iz sedmega stoletja.

## Zgodovina
Otok je bil med prvimi, ki so jih v petem in šestem stoletju poselili ubežniki s kopnega, ki so se umikali najprej pred hunskimi vdori in pozneje pred Langobardi. Ker je naselje raslo vzporedno z razvojem samih Benetk, je dolgo časa ohranilo določeno samostojnost. Med dvanajstim in trinajstim stoletjem je Serenissima vključila Murano v mestno administracijo, a kmalu je mestece spet začelo voliti lastne zakone in kovati lasten denar.
Leta 1295 je Republika prepovedala steklarsko obrt v Benetkah, ker so peči steklarjev večkrat povzročale hude požare, ki so uničevali pretežno lesene zgradbe tiste dobe. Steklarji so se masovno preselili v Murano, kjer je bila ta obrt že dobro razvita. Tu je bila namreč velika večina hiš delno kamnita, saj so stari pribežniki prinesli s kopnega veliko gradbenega materiala iz svojih opustošenih domov.
.

## Steklarstvo
Koncentracija obrtnikov na istem otoku je bila ena od najuspešnejših potez Serenissime, ki je na ta način sicer pospešila sodelovanje med mojstri in finančno podprla novo umetnost, a si je tudi zagotovila nadzor nad proizvodnjo predmetov, ki so šli odlično v promet daleč po svetu. Starim privilegijem Murana so bili dodani novi; na primer, od vseh moških brez plemiškega naslova so samo steklarski mojstri smeli poročiti plemiška dekleta. Po drugi strani se pa niso smeli odseliti in celo za najkrajšo odsotnost so morali imeti posebno dovoljenje. Sploh je bila pravica do obrti dodeljena samo osebam, ki so bile rojene na otoku in so tu imele posestvo. Leta 1602 so bili popisani vsi mojstri steklarji na Muranu in vsak poznejši vpis je moral biti odobren s strani Beneškega senata po dolgi in zahtevni proceduri. Kdor ni bil vključen v ta seznam, ni dobil muranskega meščanstva in ni smel delati v steklarnah. Te težave so prepričale veliko ljudi, da so pobegnili iz Murana in iz Beneške republike ter si ustvarili delavnice drugod po svetu. Baje so prav ubežniki iz Murana bili pobudniki velikih steklarskih delavnic na Češkem, ki so od petnajstega stoletja dalje glavni konkurent beneških umetnikov.
Danes je steklarska obrt še vedno glavna panoga muranskega gospodarstva. Pokrajina Benetke je leta 1994 zaščitila s posebnim zakonom muranske umetnike, vendar nekateri njihovi vidni predstavniki raje nastopijo na trgu brez te zaščitne znamke. Gre predvsem za proizvajalce umetniških unikatov, medtem ko je redna proizvodnja, največ lestencev, opremljena z ustreznim certifikatom.